# Gütesiegel

Eierkarton mit Bio-Siegel

Als Gütesiegel‚ Gütezeichen oder Qualitätssiegel werden grafische oder schriftliche Produktkennzeichnungen bezeichnet, die eine Aussage über die Qualität eines Produktes machen sollen, eventuell auch über eingehaltene Sicherheitsanforderungen oder Umwelteigenschaften.
Der Zweck dieser meist privatwirtschaftlich getragenen „Siegel“ bzw. „Zeichen“ soll sein, einerseits dem Verbraucher positive Hinweise über die Qualität oder Beschaffenheitsmerkmale eines Produktes zu liefern und andererseits den Hersteller eines Produktes als besonders vertrauenswürdigen Anbieter herauszustellen. Dadurch werden bereits bestehende Vertrauens-Strukturen und ihre innewohnende Funktion als ursprünglich-kommunikatives Gütesiegel sichergestellt, erweitert und formalisiert.

## Abgrenzung zu Prüfzeichen
Die sprachliche Unterscheidung zum Prüfzeichen/Prüfsiegel ist nicht festgelegt, eine Abgrenzungsmöglichkeit ergibt sich daraus, dass Güte- oder Qualitätszeichen eine besondere Gebrauchsqualität oder Komfort repräsentieren sollen, während Prüfzeichen eher auf die geprüfte Einhaltung von sicherheitsrelevanten Eigenschaften hinweisen. Teilweise ergeben sich auch Überschneidungen beider Zielrichtungen.

## Zeichen-Herausgeber
Grundsätzlich kann jeder ein Prüf- oder Gütesiegel kreieren, es gibt dazu keine gesetzlichen Regelungen. Vielfach haben sich Hersteller und Anbieter einer bestimmten Produktart in einer Gütegemeinschaft zusammengeschlossen, um ein produktbezogenes Güte-Zertifikat zu schaffen, wie z. B. das Teppichsiegel oder das Wollsiegel. Es haben sich auch bereichsübergreifende Institutionen etabliert, die sich vorrangig mit der Organisation, Verwaltung und Vergabe von Prüf- oder Gütesiegeln befassen.

## Irreführung und Missbrauch

Das bekannteste Österreichische Lebensmittel-Gütesiegel, das AMA-Gütesiegel, hat praktisch keine Vorschriften bezüglich Tierwohl

Aufgrund der fehlenden gesetzlichen Regulierung können Verbände, Initiativen und Unternehmen immer neue Siegel mit mehr oder weniger transparenten und strengen Standards herausgeben und vermarkten. Nicht selten stellen sich gar Hersteller selbst ein Gütesiegel für eigene Produkte aus, etwa als Maßnahme des Greenwashing. So gibt es allein auf dem deutschen Markt über 1.000 verschiedene Kennzeichen und Label, was es Endverbrauchern so gut wie unmöglich macht, das jeweilige Gütezeichen ohne Beratung zu bewerten. Internetportale wie Siegelklarheit.de, das von der Bundesregierung ins Leben gerufen wurde, oder Label Online von der VerbraucherInitiative e. V. sowie utopia.de bewerten Gütesiegel nach bestimmten Kriterien und wollen Verbrauchern so den Vergleich verschiedener Siegel ermöglichen. Manche Standardgeber bzw. Unternehmen von Gütesiegeln veröffentlichen ihre Kriterienkataloge, welche der Vergabe der Gütesiegel zugrunde liegen, um mehr Transparenz zu schaffen. Dies macht den Einblick und Vergleich der Gütesiegel überhaupt erst möglich. Ein weiteres Merkmal, das Missbrauch entgegenwirkt, ist die Zertifizierung. Hier wird die Einhaltung des Kriterienkataloges unabhängig oder proprietär von einer Zertifizierungsstelle kontrolliert und ist somit von einer reinen Eigenauskunft abzugrenzen.

## Gestaltung der Markierungen
Die als Zeichen verwendeten Markierungen sind überwiegend in einer individuell festgelegten Weise grafisch und stilistisch gestaltete Symbole bzw. Ikone und werden mit diesem Design einheitlich verwendet. Dies sichert einen hohen Wiedererkennungswert und eine Abgrenzung gegenüber konkurrierenden oder andersartigen Zeichen. Die Zeichenmarkierung kann direkt auf dem Produkt angebracht sein oder auch auf dem begleitenden Informations- und Urkundenmaterial, letzteres ist besonders bei Dienstleistungen der Fall.

## Liste von Gütesiegeln
- Lebensmittel

Zeichen für Geprüfte Sicherheit (GS-Zeichen)

  - AMA-Gütesiegel, eine Gruppe von staatlichen Gütezeichen in Österreich
  - Deutsche Landwirtschafts-Gesellschaft – DLG-Prämierung, prüft jährlich ca. 27.000 Lebensmittel aus dem In- und Ausland
  - Fair'n Green – Nachhaltigkeit im Weinbau
  - QS-Prüfzeichen – Sicherheit und Transparenz bei der Lebensmittelproduktion
  - SGS Institut Fresenius – prüft Lebensmittel, auch Hygiene- und Reinigungsprodukte
  - Marine Stewardship Council (MSC) – Nachhaltige Fischerei
  - „Tierschutz-kontrolliert“-Gütesiegel – Berücksichtigt Bedingungen für Transport und Schlachtung[4]
- Umwelt (siehe auch Umweltzeichen)
  - Jury Umweltzeichen
  - Bio-Siegel – für Produkte des ökologischen Landbaus
  - AMA-Biosiegel – Staatliches österreichisches Bio-Gütesiegel: AMA-Biosiegel
  - Blaue Flagge – ein Ökolabel der Tourismusbranche
  - Blauer Engel – für umweltfreundliche Produkte und Dienstleistungen
  - Europäisches Umweltzeichen (Euroblume) – für gesundheits- und umweltverträgliche Produkte
  - FSC -Förderung einer umweltfreundlichen sozialfördernden und ökologischen tragfähigen Bewirtschaftung von Wäldern
  - Grüner Strom Label – Zertifizierung von Ökostrom-Angeboten
  - ok-power Label – Zertifizierung von Ökostrom-Angeboten
  - natureplus – umweltgerechte, gesundheitsverträgliche Bauprodukte und Einrichtungsgegenstände
  - Nutek – Energiesparfunktion
  - ÖkoControl – für schadstofffreie Möbel, Matratzen und Bettwaren aus natürlichen Materialien
  - Öko-Tex – für schadstofffreie Textilien
  - Stromsparer-Plakette – Elektronikgeräte, die im Bereitschaftsbetrieb relativ wenig Strom verbrauchen und sich auf einfache Weise ganz ausschalten lassen.
- Technik
  - TÜV, LGA und andere (zugelassenen Prüfstellen für die Erteilung des „GS-Zeichens“)
  - RAL-Gütesiegel für Verkehrszeichen
  - Energy-Star – für energiesparende Geräte
  - Ergonomie geprüft – für ergonomische Büromöbel, Bildschirme und Software
  - TCO (92, 95, 99, 03) – für die ergonomische Qualität von Computerbildschirmen
  - SKZ für Kunststofferzeugnisse
- Internet, Datenschutz
  - EHI Geprüfter Online-Shop – Prüfzeichen des EHI Retail Institute für den Onlinehandel
  - Geprüfter Webshop – Gütesiegel für kleinere und mittlere Onlineshops
  - Safer Shopping – Prüfzeichen der TÜV SÜD Management Service für Onlineangebote
  - Trusted Shops – Gütesiegel für den Onlinehandel
  - Unabhängiges Landeszentrum für Datenschutz Schleswig-Holstein
- Verbraucherschutz
  - RAL Deutsches Institut für Gütesicherung und Kennzeichnung
  - TCO
- Gesundheit
  - die Qualitätssiegel Sport pro Gesundheit des Deutschen Sportbundes und Pluspunkt Gesundheit des Deutschen Turner-Bundes zeichnen gesundheitsfördernde Sportprogramme aus
  - Die gemeinnützige Stiftung Deutsche Krebshilfe vergibt als Gütesiegel an die Einrichtungen Kindergarten, Kita und Kindertagesstätte die Auszeichnung Clever in Sonne und Schatten-Kita, wenn die Einrichtung permanent durch Sonnenschutz Präventionsarbeit gegen Hautkrebs leistet.[5] Die jeweiligen Betreiber und Träger weisen mit einem Schild auf die Qualifikation hin und können diese auch auf ihren Internetseiten führen.
  - die gemeinnützige Stiftung Gesundheit zertifiziert Gesundheitsratgeber und Webseiten zu Gesundheitsthemen, die Transparenz und Sicherheit für Patienten schaffen
  - Honcode ist ein Zertifikat für gesundheitsbezogene Internetseiten, das durch die Schweizer Stiftung Health On the Net Foundation verliehen wird
  - das Qualitätslogo des Afgis e. V. zeichnet qualitativ hochwertige Gesundheitsinformationsangebote im Internet aus
  - das Gütesiegel der Aktion Gesunder Rücken (AGR) e. V. wird verliehen an nachweislich rückengerechte Produkte

- Arbeitsschutz, Soziallabel
  - Fair-Trade-Siegel – das Zeichen des TransFair e. V. für den fairen Handel
  - Rugmark-Zeichen – Teppiche ohne Kinderarbeit
  - Flowerlabel – ehemaliges Gütesiegel des Flower Label Program für Schnittblumen, die unter sozial- und umweltverträglichen Bedingungen produziert wurden
  - das Gütesiegel SmS – Sicher mit System – der Berufsgenossenschaften (BG Metall, Steinbruchs-BG) wirbt für systematisch und sicher betriebene Arbeitssicherheit und Gesundheitsschutz im Betrieb.
- Sonstiges
  - Umweltgütesiegel für Alpenvereinshütten
  - Geschützte Herkunftsbezeichnung
  - Geprüfte Servicequalität, z. B. vom Deutschen Institut für Qualitätsstandards und -prüfung oder TÜV Süd
  - Nachhaltigkeitszertifizierung CSE Certified Sustainable Economics kennzeichnet ein geprüft nachhaltiges Umweltmanagement

## Andersartige Zertifizierungssysteme
Vielfach werden „Test-Urteile“ in der typischen Bildzeichen-Form wie die von der Stiftung Warentest oder Öko-Test auch als Gütesiegel bezeichnet. Auf Zeichen dieser Art ist meist das individuelle Test-Urteil (z. B. „Sehr gut“) aufgedruckt. Sie enthalten damit eine Einzelprodukt-Wertung und sind im eigentlichen Sinne keine allgemeingültigen „Gütesiegel“, sondern bewertende „Prädikate“.
Die CE-Kennzeichnung und Hinweise auf erfüllte DIN-Normen an Produkten können in gewisser Weise auch als Gütesiegel aufgefasst werden, da auch ihnen Aussagen über bestimmte Produkt-Eigenschaften zugrunde liegen.
In der DDR waren die Güteklassen der industriellen und handwerklichen Erzeugnisse durch das Gütezeichen gekennzeichnet.

## Beurteilung von Gütesiegeln
Das Logo oder Bildzeichen selbst enthält an sich keine qualitative Aussage. Inwieweit und mit welcher Spezifizierung ein Prüf- oder Gütesiegel tatsächlich eine besondere Produkt-Qualität repräsentiert, ergibt sich meist nur aus den zugrunde liegenden Bestimmungen, Regeln oder sonstigen zeichenbezogenen Darlegungen.

## Umkehrung von Bewertungsabsichten
Einige Gütesiegel entstanden dadurch, indem sie das Gegenteil dessen erreichten, was zunächst intendiert war.
- Bekannt ist die Geschichte des „Made in Germany“: Ende des 19. Jahrhunderts versuchte man in Großbritannien, sich mit der Kennzeichnung importierter Ware gegen vermeintlich minderwertige Nachahmungsprodukte zu schützen. Das britische Handelsmarkengesetz vom 23. August 1887 (Merchandise Marks Act 1887) schrieb vor, dass auf Waren unmissverständlich das Herkunftsland anzugeben sei. Dies sollte dem Schutz der britischen Wirtschaft vor importierten Waren vom Kontinent dienen. Einige Bestimmungen wurden im Ersten Weltkrieg verschärft, um es den Briten zu erleichtern, Waren der Kriegsgegner zu erkennen und zu boykottieren. Da die Qualität der deutschen Waren der Qualität jeweiliger einheimischer Produkte im Ausland häufig überlegen war, wirkte „Made in Germany“ oft wie ein Qualitätssiegel. Die negativ gedachte Warenkennzeichnung kehrte sich ins Gegenteil um (Näheres siehe Made in Germany#Geschichte).
- Banned in Boston (in Boston untersagt) nannte man es, wenn ein Buch, Theaterstück oder Film durch eine Bostoner Zensurstelle vom Verkauf oder der Aufführung in Boston ausgeschlossen war. Der Ausdruck und der Aufkleber „Banned in Boston“ wurden zu einer Art Markenzeichen für nicht ganz jugendfreies Kulturschaffen.[6] Teilweise gaben kommerzielle Händler Werke als Banned in Boston aus, obwohl dies gar nicht der Fall war, oder sorgten durch eigene Aktivitäten dafür, dass ihr Werk auf die Liste der verbotenen Werke kam.
- Analog können Altersbeschränkungen auf Filmen (FSK) oder Altersbeschränkungen für Alkohol und Zigaretten etwas ausüben, was man auch den „Reiz des Verbotenen“ nennt (siehe Reaktanz (Psychologie)).